# 德国9号高速公路

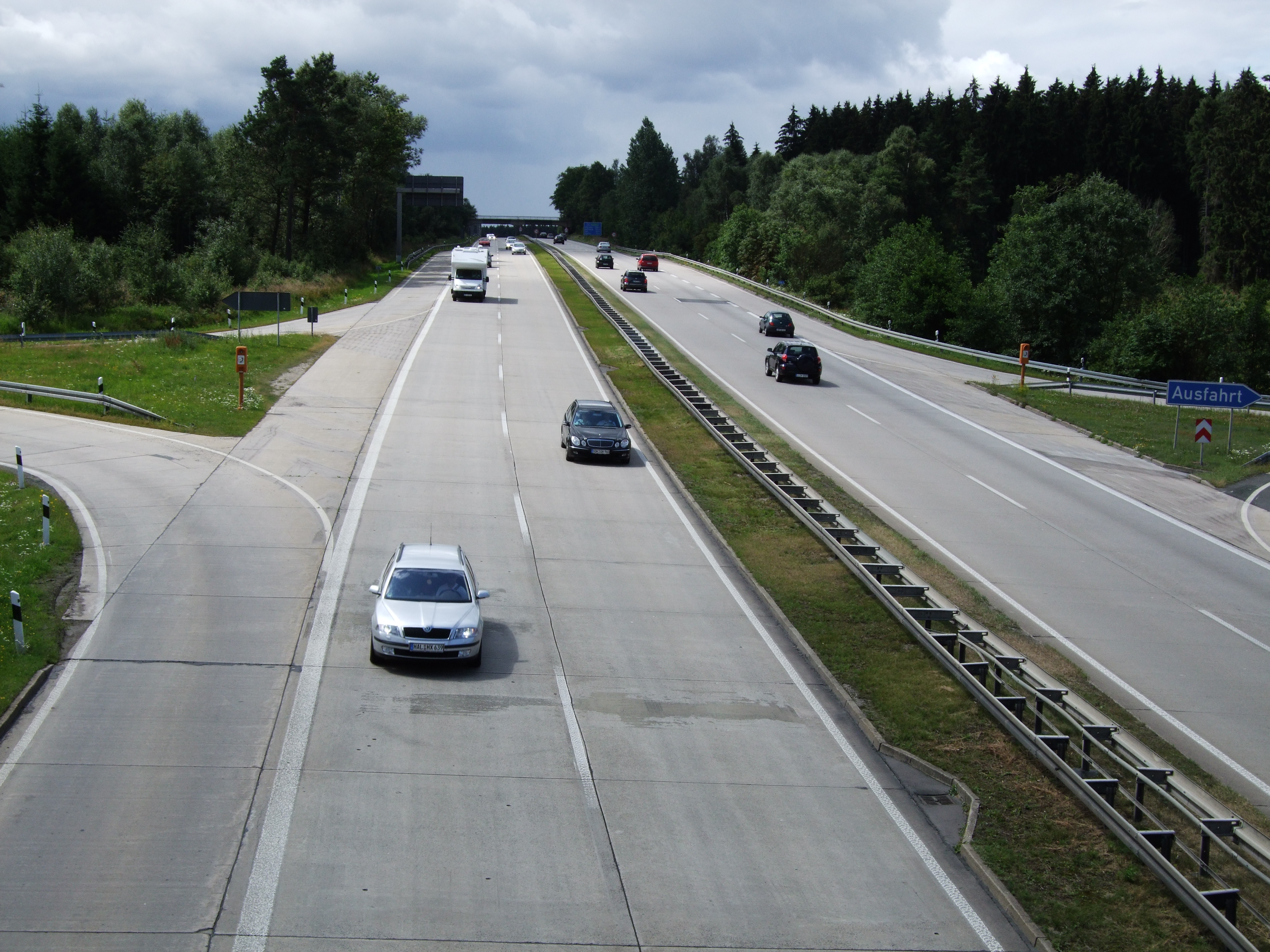
A9高速公路在图林根州南部，2009年7月

德国9号高速公路（德語：Bundesautobahn 9，简称BAB 9 或 A 9）是德國一条高速公路，由柏林到巴伐利亚州的慕尼黑，全长529千米。也是欧洲E45、E48、E49和E51公路的一部分。